# Championnat de Finlande de hockey sur glace 2006-2007
Saison précédente Saison suivante
La saison 2006-2007 est la trente-deuxième saison de la SM-Liiga, le championnat élite de hockey sur glace en Finlande. La saison régulière a débuté le 14 septembre 2006 et s'est conclue le 6 mars 2007 sur la victoire du Kärpät Oulu.
En finale des séries éliminatoires, le Kärpät Oulu remporte son troisième titre en quatre ans en battant son dauphin de la saison régulière, le Jokerit Helsinki 3 matchs à 0.

## Déroulement
Les quatorze équipes de la division élite jouent chacune un total de 56 matchs lors de la saison régulière répartis en quatre confrontations directes avec chacune des autres équipes, deux à domicile et deux à l'extérieur et quatre matchs « bonus ». À l'issue de la saison régulière, les six meilleures équipes sont directement qualifiées pour les séries, les quatre suivantes jouent pour les deux dernières places des playoffs lors de matchs de barrage au meilleur des trois rencontres. La SM-liiga qui était une ligue « fermée » depuis 2000 redevient « ouverte » cette saison : le meilleur club de la Mestis, deuxième division finlandaise, peut disputer un barrage d'accession contre le dernier de la SM-liiga. Cependant, même en cas de victoire, l'accession n'est pas automatique et est subordonnée à l'examen du dossier de l'équipe prétendante à la montée.

## Saison régulière

### Classement
|    | Équipe             | PJ | V  | VP | DP | D  | BP  | BC  | Diff | Pts |
| -- | ------------------ | -- | -- | -- | -- | -- | --- | --- | ---- | --- |
| 1  | Kärpät Oulu        | 56 | 33 | 6  | 4  | 13 | 197 | 125 | +72  | 121 |
| 2  | Jokerit Helsinki   | 56 | 32 | 6  | 3  | 15 | 194 | 144 | +50  | 111 |
| 3  | HPK Hämeenlinna    | 56 | 25 | 11 | 5  | 15 | 192 | 160 | +32  | 102 |
| 4  | Tappara Tampere    | 56 | 28 | 3  | 8  | 17 | 159 | 130 | +29  | 98  |
| 5  | Espoo Blues        | 56 | 24 | 5  | 10 | 17 | 156 | 135 | +21  | 92  |
| 6  | HIFK               | 56 | 25 | 5  | 5  | 21 | 165 | 159 | +6   | 90  |
| 7  | TPS Turku          | 56 | 23 | 6  | 5  | 22 | 167 | 155 | +12  | 86  |
| 8  | Lukko Rauma        | 56 | 21 | 5  | 8  | 22 | 183 | 191 | -8   | 81  |
| 9  | Ilves Tampere      | 56 | 21 | 6  | 5  | 24 | 139 | 147 | -8   | 80  |
| 10 | Pelicans Lahti     | 56 | 19 | 7  | 6  | 24 | 147 | 151 | -4   | 77  |
| 11 | SaiPa Lappeenranta | 56 | 20 | 4  | 4  | 28 | 150 | 181 | -31  | 72  |
| 12 | JYP Jyväskylä      | 56 | 15 | 7  | 8  | 26 | 138 | 165 | -27  | 67  |
| 13 | Ässät Pori         | 56 | 15 | 3  | 3  | 35 | 133 | 199 | -66  | 54  |
| 14 | KalPa Kuopio       | 56 | 12 | 5  | 5  | 34 | 130 | 208 | -78  | 51  |

### Meilleurs pointeurs
Cette section présente les meilleurs pointeurs de la saison régulière.
| #  | Joueur             | Équipe           | PJ | B  | A  | Pts |
| -- | ------------------ | ---------------- | -- | -- | -- | --- |
| 1  | Martin Kariya      | Blues Espoo      | 51 | 18 | 43 | 61  |
| 2  | Josef Straka       | Lukko Rauma      | 56 | 24 | 36 | 60  |
| 3  | Juha-Pekka Haataja | Lukko Rauma      | 56 | 27 | 32 | 59  |
| 4  | Kim Hirschovits    | Jokerit Helsinki | 54 | 19 | 40 | 59  |
| 5  | Stephen Guolla     | HIFK             | 49 | 11 | 45 | 56  |
| 6  | Janne Pesonen      | Kärpät Oulu      | 56 | 22 | 33 | 55  |
| 7  | Shayne Toporowski  | Lukko Rauma      | 55 | 19 | 34 | 53  |
| 8  | Jani Rita          | Jokerit Helsinki | 56 | 32 | 20 | 52  |
| 9  | Toni Mäkiaho       | HPK Hämeenlinna  | 55 | 15 | 36 | 51  |
| 10 | Kimmo Kuhta        | HIFK             | 55 | 24 | 26 | 50  |

### Meilleurs gardiens de but

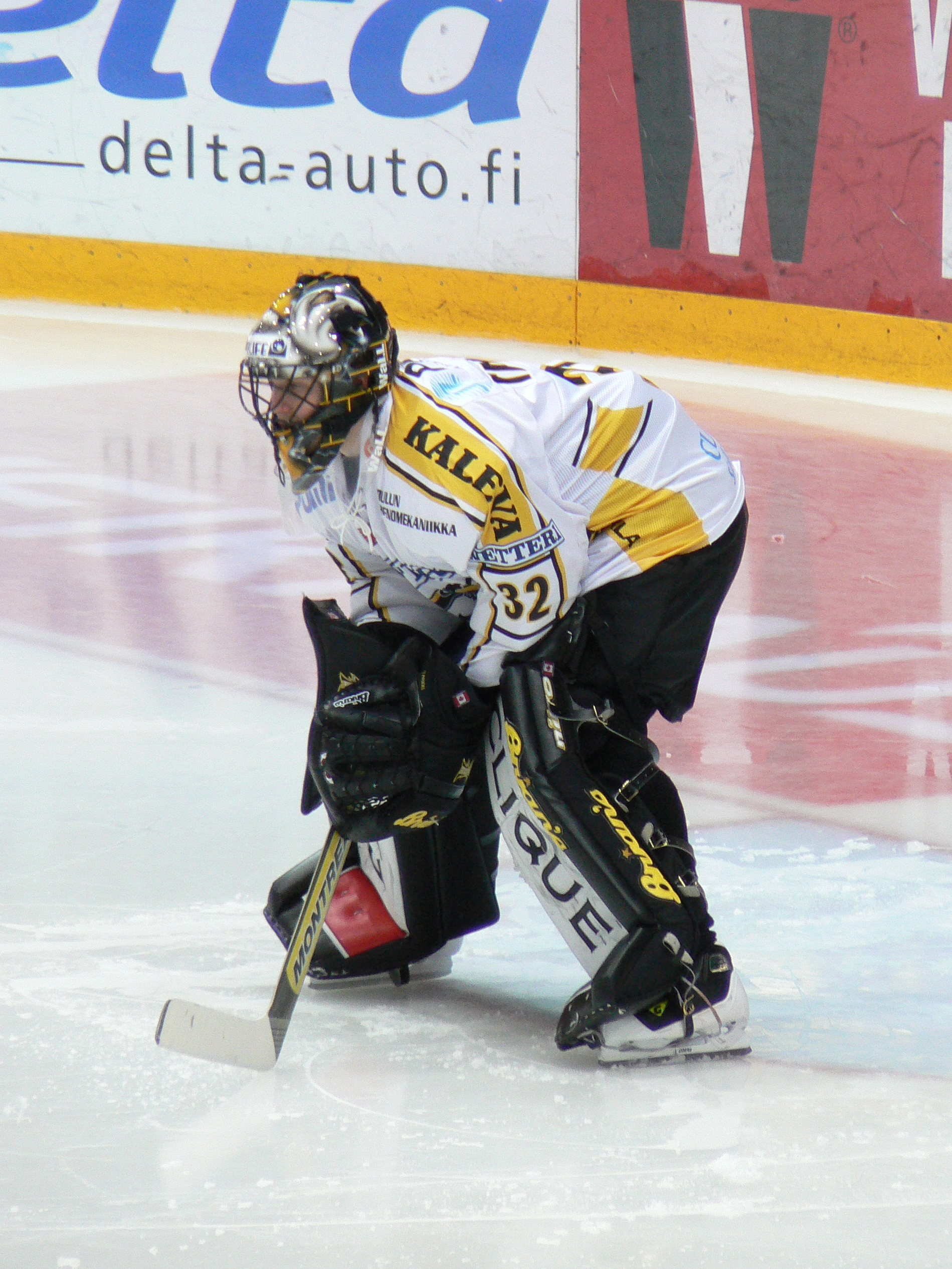
Tuomas Tarkki, gardien du Kärpät Oulu, meilleur gardien de la saison régulière.

Cette section présente les meilleurs gardiens de la saison régulière, classés en fonction du pourcentage d'arrêts.
| # | Gardien        | Équipe          | PJ | BL | %Arr    |
| - | -------------- | --------------- | -- | -- | ------- |
| 1 | Tuomas Tarkki  | Kärpät Oulu     | 46 | 6  | 93,44 % |
| 2 | Tommi Nikkilä  | Tappara Tampere | 36 | 4  | 92,99 % |
| 3 | Jan Lundell    | HIFK            | 50 | 2  | 92,79 % |
| 4 | Tuukka Rask    | Ilves Tampere   | 49 | 3  | 92,75 % |
| 5 | Bernd Brückler | Espoo Blues     | 51 | 7  | 92,62 % |

## Barrages de promotion / relégation
Au meilleur des sept matchs.
- KalPa Kuopio 4 – 0 Jukurit Mikkeli[3].

## Séries éliminatoires

### Barrages
Au meilleur des trois matchs.
- TPS Turku 0-2 Pelicans Lahti (0-2, 1-3)
- Lukko Rauma 1-2 Ilves Tampere (3-2, 1-2, 2-5)

### Tableau final

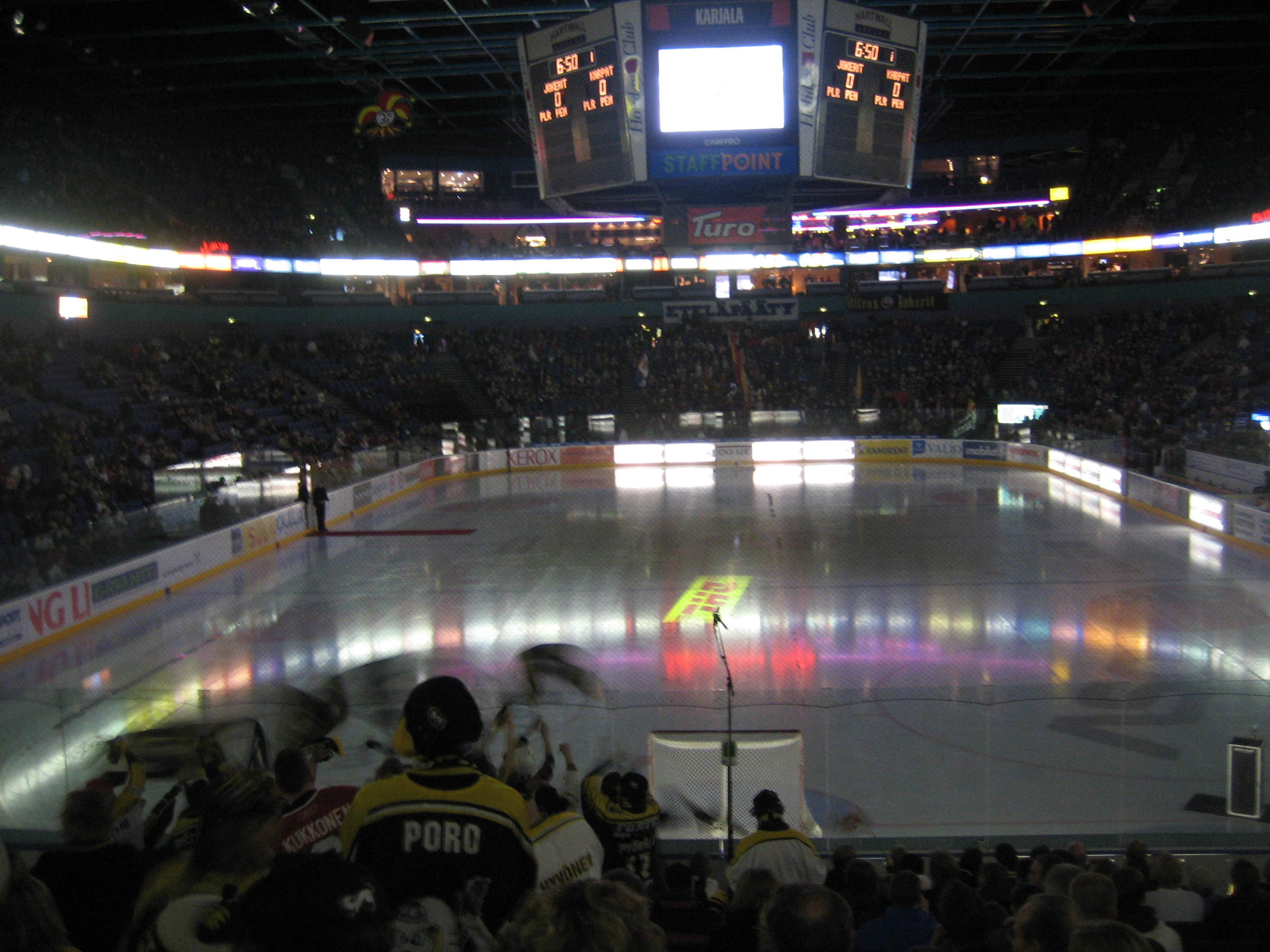
La patinoire du Jokerit Helsinki lors du deuxième match de la finale.

Les quarts de finale se jouent au meilleur des 7 rencontres puis les demi-finales et la finale se jouent au meilleur des 5 matchs.
Le match pour la troisième place se joue en une seule rencontre.
|  | Quarts de finale | Quarts de finale |                  |                 | Demi-finales           | Demi-finales |  |  | Finale      | Finale |
|  | Quarts de finale | Quarts de finale |                  |                 | Demi-finales           | Demi-finales |  |  | Finale      | Finale |
|  |                  |                  |                  |                 |                        |              |  |  |             |        |
|  |                  |                  |                  |                 |                        |              |  |  |             |        |
|  |                  |                  |                  |                 |                        |              |  |  |             |        |
|  | Kärpät Oulu      | 4                |                  |                 |                        |              |  |  |             |        |
|  | Kärpät Oulu      | 4                |                  |                 |                        |              |  |  |             |        |
|  | Pelicans Lahti   | 0                |                  |                 |                        |              |  |  |             |        |
|  | Pelicans Lahti   | 0                | Kärpät Oulu      | 3               |                        |              |  |  |             |        |
|  |                  |                  | Kärpät Oulu      | 3               |                        |              |  |  |             |        |
|  |                  | Espoo Blues      | 0                |                 |                        |              |  |  |             |        |
|  | Tappara Tampere  | Espoo Blues      | 0                | 4               |                        |              |  |  |             |        |
|  | Tappara Tampere  |                  |                  | 4               |                        |              |  |  |             |        |
|  | Espoo Blues      | 1                |                  |                 |                        |              |  |  |             |        |
|  | Espoo Blues      | 1                | Kärpät Oulu      | 3               |                        |              |  |  |             |        |
|  |                  |                  | Kärpät Oulu      | 3               |                        |              |  |  |             |        |
|  |                  | Jokerit Helsinki | 0                |                 |                        |              |  |  |             |        |
|  | HPK Hämeenlinna  | Jokerit Helsinki | 0                | 4               |                        |              |  |  |             |        |
|  | HPK Hämeenlinna  |                  |                  | 4               |                        |              |  |  |             |        |
|  | HIFK             | 1                |                  |                 |                        |              |  |  |             |        |
|  | HIFK             | 1                | Jokerit Helsinki | 3               |                        |              |  |  |             |        |
|  |                  |                  | Jokerit Helsinki | 3               | Match pour la 3e place |              |  |  |             |        |
|  |                  | HPK Hämeenlinna  | 0                |                 |                        |              |  |  |             |        |
|  | Jokerit Helsinki | HPK Hämeenlinna  | 0                | 4               |                        |              |  |  |             |        |
|  | Jokerit Helsinki |                  |                  | 4               |                        |              |  |  |             |        |
|  | Ilves Tampere    | 0                |                  | HPK Hämeenlinna | 1                      |              |  |  |             |        |
|  | Ilves Tampere    | 0                |                  | HPK Hämeenlinna | 1                      |              |  |  |             |        |
|  |                  |                  |                  |                 |                        |              |  |  | Espoo Blues | 0      |
|  |                  |                  |                  |                 |                        |              |  |  | Espoo Blues | 0      |

Le Kärpät Oulu est champion de Finlande sans avoir perdu un match en séries éliminatoires.

## Trophées et récompenses
| Kanada-malja : Champion de Finlande                            | Kärpät Oulu                         |
| Kultainen kypärä : Meilleur joueur élu par ses pairs           | Cory Murphy (HIFK)                  |
| Trophée Kalevi-Numminen : Meilleur entraîneur                  | Kari Jalonen (Kärpät Oulu)          |
| Trophée Jarmo-Wasama : Meilleur joueur recrue                  | Tuomas Suominen (TPS Turku)         |
| Trophée Matti-Keinonen : Meilleur ratio +/-                    | Martti Järventie (Jokerit Helsinki) |
| Trophée Raimo-Kilpiö : Joueur le plus fair-play                | Tommi Paakkolanvaara (Kärpät Oulu)  |
| Trophée Urpo-Ylönen : Meilleur gardien de but                  | Tuomas Tarkki (Kärpät Oulu)         |
| Trophée Pekka-Rautakallio : Meilleur défenseur                 | Cory Murphy (HIFK)                  |
| Trophée Aarne-Honkavaara : Meilleur buteur                     | Jani Rita (Jokerit Helsinki)        |
| Trophée Veli-Pekka-Ketola : Meilleur pointeur                  | Martin Kariya (Espoo Blues)         |
| Trophée Lasse-Oksanen : Meilleur joueur de la saison régulière | Cory Murphy (HIFK)                  |
| Trophée Jari-Kurri : Meilleur joueur des séries éliminatoires  | Janne Pesonen (Kärpät Oulu)         |